# Enchelycore bikiniensis
Enchelycore bikiniensis är en fiskart som först beskrevs av Schultz, 1953.  Enchelycore bikiniensis ingår i släktet Enchelycore och familjen Muraenidae. Inga underarter finns listade i Catalogue of Life.